# Stielgranate 41
La Stielgranate 41 en français : « grenade à manche 41 » est une munition antichar mise au point en Allemagne nazie en 1941. Il s'agit d'un obus antichar à empennage, basé sur le principe de la charge creuse et destiné à être fixé à la bouche du canon antichar de 3,7 cm PaK 36. Ce canon, dépassé dès la campagne de France, devient grâce à cette nouvelle munition à nouveau capable de rivaliser avec des chars lourdement blindés : la munition peut percer 180 mm de blindage vertical, soit 140 mm de paroi inclinée à 30°, à une portée théorique de 800 m. En pratique, la précision n'est plus qu'aléatoire au-delà de 200 m, un tir précis demandant même une distance de 100 m. A courte distance, la munition a donc une capacité antichar similaire à la panzergranate 40 du Pak 40 et à la munition standard du KwK 42.

## Origine
Le PaK 36 constitue la base de l'artillerie antichar au sein de la Wehrmacht en 1940. Toutefois, le canon se montre peu efficace contre les chars lours français et britanniques. Lors de l'opération Barbarossa, il devient quasi inutile face aux T-34 et autre KV soviétiques. La profondeur d'impact des tirs du Pak 36 ne pouvait plus être améliorée par des modifications simples de munitions de 37 mm de calibre. Pour améliorer ses performances, il a fallu changer de concept, et passer à la charge creuse, ce que la Stielgranate 41 concrétise.

## Fonctionnement
Le PaK 36 est chargé d'une cartouche constituant la charge de propulsion, sans projectile. La charge creuse, montée sur une courte hampe, est chargée par l'avant, fixée dans la bouche du court canon. La détente du gaz lors de l'explosion de la cartouche propulsive expédie la charge à une vitesse relativement faible. Quoique la vitesse du projectile soit moindre que celle des obus antichars alors en usage, cela n'a pas d'influence sur l'efficacité de la charge creuse, dont l'explosion à l'impact déclenche l'effet destructeur.

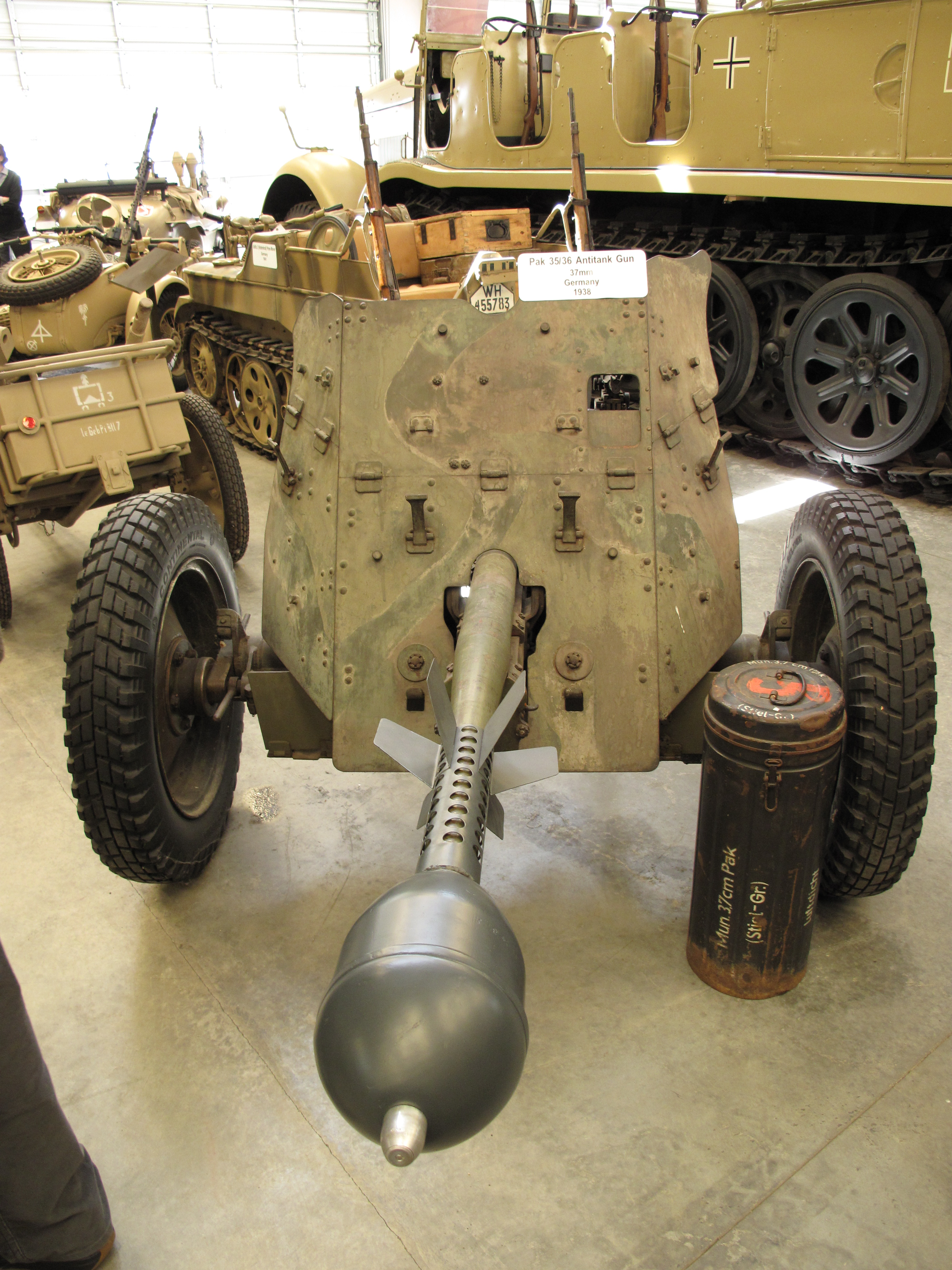
Pak 36 armé d'une Stielgranate 41.

La Stielgranate 41 est stabilisée en vol par six petits ailerons. Elle fut fabriquée à plus de 600 000 exemplaires en 1942, et encore 35 100 en 1943.

## Autres modèles
La Stielgranate 41 ne doit pas être confondue avec un autre modèle similaire, la Stielgranate 42(t), destinée aux canons tchèques de 37 mm Pak 34(t) (en) et Pak 37(t) (en). Deux autres modèles de Stielgranaten 42, selon le même principe de fixation à la bouche du tube, furent développés pour le Pak 38 antichar et en mars 1943 pour l'obusier SiG 33 de 150 mm,.